# Guillaume Denaiffe
Guillaume Denaiffe est un acteur français né le 27 avril 1976 à  Paris 12e[réf. nécessaire].
Il est le père de deux enfants.

## Filmographie

### Télévision
- 2002 : La Kiné d'Aline Issermann (épisode Double drame)
- 2007 : Un admirateur secret de Christian Bonnet : Patrick
- 2007 : Off Prime de Simon Astier et Pascal Bourdiaux
- 2007 : SOS 18, Le temps qui reste de Nicolas Plicard (épisode L'amoureuse)
- 2008 : Hero Corp : le standardiste (épisodes L'alerte et Révélations)
- 2008 : Boulevard du Palais de Christian Bonnet : Cauteret (épisode Stationnement dangereux)
- 2009 : La Tueuse de Rodolphe Tissot : Alexis
- 2011 : Camping Paradis : Martin (saison 3, épisode 3 : Ça swingue au camping)
- 2011 : Empreintes criminelles : Jérôme Lefranc (épisode L'affaire Lefranc)
- 2012 : Ainsi soient-ils : Alban Chanseaulme
- 2013 : Camping Paradis : Antoine (saison 5, épisode 2 : Camping Circus)
- 2014 : Joséphine, ange gardien : Samuel (saison 15, épisode 2 : Les boloss)
- 2015 : Meurtres à La Rochelle d'Étienne Dhaene : Théo Gosselin
- 2016 : Instinct : Dantec
- 2016 : Magellan et Mongeville
- 2016 : Camping Paradis : Jean (saison 8, épisode 4 : Trois papas et une maman)
- 2017 : Section de recherches : Vincent (saison 11, épisode 12 : Mauvais genre)
- 2017 : Crimes parfaits de Lionel Chatton
- 2017 : Verbatims de Jean-Teddy Filippe
- 2018 : Les chamois de Philippe Lefebvre
- 2018 : Cherif de Bruno Garcia
- 2018 : Nina : Clément Hautier (saison 4, épisode 6)
- 2018 : Joséphine, ange gardien : Jérémie (saison 19, épisode 3 : Un Noël recomposé)
- 2018 : Un homme parfait de Didier Bivel : Le substitut du procureur
- 2019 : Commissaire Magellan, réalisé par Etienne Dhaene : François Coudrier (épisode 35)
- 2019 : Intime conviction de Stéphane Kappes
- 2019 : 48 heures de Vincent de Cointet
- 2019 : Le crime lui va si bien de Stéphane Kappes : Simon Landrau (épisode pilote)
- 2020 : La Stagiaire d'Isabel Sebastian : Cédric Bouvier (saison 5, épisode 7 : Noces funèbres)
- 2020 : Skam France de David Hourrègue : Jerôme (saison 5)
- 2020 : Clem : Bernard (saison 10)
- 2024 : Un Soupçon de Philippe Dajoux : Lionel Bernard
- 2024 : Camping Paradis : Antoine (saison 15, épisode 1 : Une régate au paradis)

### Cinéma

#### Longs métrages
- 2007 : Mélodie de la dernière pluie de Xavier Choudens
- 2008 : Sagan de Diane Kurys : le jeune amant
- 2011 : Les Biens Aimés de Christophe Honoré : François Gouriot jeune
- 2018 : Le Retour du héros de Laurent Tirard : l'aide de camp du général
- 2018 : Damien s'engage de Xavier de Choudens

#### Courts métrages
- 2001 : Premier nu  de Jérome Dedusshere
- 2005 : 00H17 de Xavier de Choudens : Jupiter
- 2012 : Ni Oui ... de François Fontanel :  Lui
- Tournez la page - Sophie Leys - Comédien
- Le déjeuner de Bastien - Philippe Piazza - Comédien
- Expérience vidéophage' - Adrien Fetu - Comédien
- Haunted (S01E03) - Marmö - Comédien

### Lui-même
- 2010 : Sea Rex 3D: Journey to a Prehistoric World (en français : Océanosaures 3D : Voyage au temps des dinosaures) de Ronan Chapalain et Pascal Vuong (documentaire) : Assistant du conservatoire

### Publicités
Des fast-foods Quick à Peugeot, le comédien aurait tourné dans plus de 50 pubs télé en 16 ans de carrière. Les plus marquantes étant ses personnages de mangeur de brioches et de buveur d'eau minérale.
- Brioches Harrys
- Vittel
- Peugeot (2014)